# Nightmare - Nuovo incubo
Nightmare - Nuovo incubo (Wes Craven's New Nightmare) è un film horror del 1994 diretto scritto e co-interpretato da Wes Craven con protagonista Freddy Krueger.
La pellicola è il sequel non canonico e stand-alone di Nightmare 6 - La fine (1991) e il settimo film del franchise di Nightmare.

## Trama
1994, Los Angeles (California). La tranquilla vita dell'attrice Heather Langenkamp, divenuta popolare per aver interpretato il personaggio di Nancy Thompson nella serie "Nightmare", viene turbata dagli strani comportamenti assunti recentemente dal figlio Dylan e da uno stalker che perseguita la donna da settimane, con telefonate in cui si spaccia per Freddy Krueger, così, quando Robert Shaye, produttore della New Line Cinema, le propone inaspettatamente di girare un nuovo capitolo della saga di "Nightmare", Heather rifiuta l'offerta.
Quella stessa notte, mentre due tecnici degli effetti speciali vengono uccisi dal guanto animatronico di Freddy, il marito di Heather, Chase Porter, esperto di effetti speciali, viene coinvolto in un misterioso incidente stradale mentre torna a casa da Palm Springs morendo nello schianto.
Perseguitata di giorno dalle telefonate dello stalker e di notte da incubi e allucinazioni, Heather si reca a parlarne col regista Wes Craven, impegnato a scrivere il copione per il nuovo film, che le rivela di aver deciso di scrivere un nuovo capitolo per imprigionare nuovamente nella finzione l'entità malvagia del personaggio di Freddy Krueger, che era stato liberato con l'ultimo film, Nightmare 6 - La fine, ed evitare che si manifesti nel mondo reale. In seguito la donna scopre che anche i colleghi attori Robert Englund, celebre volto di Freddy Krueger e John Saxon, interprete di Donald Thompson, sono perseguitati da orribili incubi dall'uscita dell'ultimo film della saga.
Sconvolta, Heather torna a casa e scopre che la salute mentale di Dylan è peggiorata notevolmente così la donna è costretta a farlo ricoverare in ospedale dove, la Dott.ssa Christine Hefner, che lo ha in cura, sospettando che la causa dell'instabilità del bambino sia proprio il passato nel mondo del cinema horror della madre li tiene forzatamente separati e seda Dylan. Ciò permette all'entità che era nel personaggio di Freddy Krueger di manifestarsi nella realtà e uccidere col suo guanto Julie, la babysitter di Dylan, sotto gli occhi di tutti mentre il bambino, sonnambulo e perseguitato da Freddy, riesce a scappare dall'ospedale ma finisce nell'antro onirico dell'entità.
Heather, capito che l'unico modo per fermare l'entità che si crede Freddy è immedesimarsi nel personaggio di Nancy un'ultima volta: seguendo i sedativi lasciati indietro da Dylan, Heather trova l'accesso onirico al regno infernale dell'entità e la affronta. Nella battaglia finale, in un ambiente pagano senza tempo, Heather, fingendosi Nancy, e Dylan riescono ad avere la meglio sul demone, intrappolandolo in una fornace come nel finale di Hänsel e Gretel, la fiaba preferita di Dylan. I due si risvegliano emergendo dalle coperte del letto di Dylan, dove Heather trova il copione concluso del nuovo film che ha appena vissuto.

## Produzione

### Pre-produzione
Dopo il successo commerciale di Nightmare 6 - La fine, il presidente della New Line Cinema contattò Wes Craven dopo aver letto delle lamentele pubbliche da parte del regista riguardo ai compensi sui diritti d'autore mai ricevuti che lo avevano portato ad allontanarsi dalla saga. L'incontro chiarificatore portò Shaye a versare a Craven le somme richieste e proporgli di realizzare un nuovo capitolo della saga.
Con l'avvicinarsi del decimo anniversario della saga e dopo una recente visione del film I protagonisti di Robert Altman (in cui buona parte del cast interpreta se stessa), Craven ebbe un colloquio con l'attrice Heather Langenkamp, che gli raccontò di un suo recente incidente con uno stalker. Qualche mese dopo, l'attrice ricevette l'offerta di interpretare il nuovo capitolo della saga nei panni di se stessa e ritrovò nella sceneggiatura molte delle cose da lei raccontate a Craven durante il loro colloquio.
Fin dall'inizio l'idea di Craven fu quella di realizzare un film per un pubblico adulto. «Dal momento che il pubblico che vide il primo Nightmare ora ha circa venticinque o trent'anni, ho voluto realizzare un film per loro» dichiarò Craven all'uscita del film.
Il trucco di Freddy venne creato dal truccatore originale, David Brian Miller, che riavvicinò le fattezze di Krueger al loro aspetto originale, aggiungendo dettagli più dark e demoniaci. Per il nuovo guanto, l'effettista Lou Carlucci si basò sul poster del primo film della saga (disegnato dall'artista Matthew Peak), creando una sorta di artiglio biomeccanico munito di cinque lame (non più quattro come nei film precedenti).

### Casting
Oltre all'ormai celebre Robert Englund, vediamo il ritorno di Heather Langenkamp e John Saxon, che avevano recitato assieme nel primo e terzo capitolo, ma che appaiono nel ruolo di sé stessi.
Molti furono gli attori e gli addetti ai lavori che appaiono nel film nel ruolo di sé stessi: primo fra tutti il regista Wes Craven, ma anche i produttori del film Robert Shaye, Marianne Maddalena, Sara Risher e Michael De Luca (la cui breve apparizione venne poi tagliata in fase di montaggio), l'effettista Lou Carlucci e l'assistente alla regia Dan Arredondo, la segretaria di edizione Gretchen Oehler, la controfigura Jeffrey Davis, il presentatore Sam Rubin, il truccatore David Brian Miller, l'attrice Tuesday Knight e l'attore Jsu Garcia (entrambi apparsi nei precedenti film della saga).
L'attrice Lin Shaye, già interprete del primo film, tornò nei panni di un'infermiera mentre la figlia di Craven, Jessica, interpretò l'infermiera che somministra il sonnifero a Dylan.
Il marito dell'attrice Heather Langenkamp, il noto truccatore David LeRoy Anderson, preferì non partecipare al film nel ruolo di sé stesso e quindi venne ideato il personaggio di Chase Porter, interpretato dall'attore David Newsom.
Per il ruolo cruciale di Dylan - basato sul vero figlio dell'attrice, Atticus Anderson, che all'epoca aveva tre anni - il direttore di casting Gary Zuckerbroad effettuò un lungo casting di bambini in Nevada e in California prima di trovare il giovane Miko Hughes, da poco apparso nell'horror Cimitero vivente e nella commedia Un poliziotto alle elementari.
La debuttante Tracy Middendorf, all'epoca impegnata con un ruolo ricorrente nella serie Beverly Hills 90210 ottenne la parte della baby-sitter Julie che, in una versione preliminare del copione doveva essere un'adolescente ossessionata e poi posseduta dallo spirito di Freddy.
Per la scena del funerale, Craven avrebbe voluto chiedere a Johnny Depp - presente nel primo film - di fare un cameo ma per vergogna non glielo propose mai e, anni dopo, incontrandolo per caso, il regista gli raccontò il fatto e Depp scherzosamente lo sgridò, dicendogli che l'avrebbe fatto molto volentieri.

### Riprese
Con un budget di 11.000.000$) e un piano di lavoro più ampio rispetto a qualsiasi altro film della serie (48 giorni), il film iniziò la lavorazione a Los Angeles l'8 novembre 1993.
Buona parte delle riprese venne effettuata in una villa nel quartiere residenziale di Tarzana, dove vennero girate le sequenze a casa di Heather. Tra le altre location utilizzate ci furono gli uffici reali della New Line Cinema su Robertson Boulevard, i KCET Studios su Sunset Boulevard (un edificio risalente al 1912, riconosciuto come monumento di interesse storico-culturale dalla città di Los Angeles) in cui vennero girate le sequenze nello studio televisivo, una villa sulle colline di Malibù (per la sequenza ambientata nella residenza di Craven), lo storico cimitero Angelus-Rosedale di Los Angeles (per la sequenza del funerale) e l'originale casa di Elm Street, protagonista dell'intera serie e situata a Genesee Avenue, a pochi metri da Sunset Boulevard.
L'11 gennaio 1994, al cimitero Angelus-Rosedale, fu girata l'ultima delle varie sequenze del film che prevedevano una finta scossa di terremoto. Pochi giorni dopo, la città di Los Angeles fu colpita dal famoso terremoto del 1994, con scosse fino quasi al settimo grado. Diversi membri della troupe persero la loro abitazione e la produzione del film venne sospesa per due giorni. Successivamente, un'unità aggiunta effettuò delle riprese delle macerie in giro per la città e le immagini vennero successivamente integrate nel film.
Per la sequenza in cui Dylan attraversa sonnambulo l'autostrada, venne chiusa per cinque notti una porzione di freeway a Valencia, (East Los Angeles) e venne riempita di camion e auto per simulare vari incidenti stradali. La troupe principale effettuò le riprese con il cast mentre una seconda unità si occupò di tutti i plates necessari per le riprese in studio con il front projection e per il processo ottico in post-produzione.
Nelle ultime due settimane di lavorazione vennero girate le sequenze iniziali e finali del film, ambientate nell'inferno di Freddy, progettato dalla scenografa Cynthia Charette sulla base dell'Inferno di Dante Alighieri e le opere del poeta Virgilio. La costruzione dell'imponente set tenne occupato il reparto di scenografia per oltre due mesi
Le riprese si conclusero il 28 gennaio 1994..

### Post-produzione
Il montaggio del film venne affidato al giovane canadese Patrick Lussier, con cui Craven aveva collaborato nella serie Nightmare Cafe. In primavera, a montaggio ultimato, alcuni screen test portarono Craven ad aggiungere delle scene d'azione nella lotta finale negli inferi di Freddy: Heather Langenkamp, Robert Englund e Miko Hughes tornarono così sul set per delle riprese aggiunte. Per la parte in cui Heather afferra delle anguille durante uno scontro con Freddy, l'attrice venne sostituita da una controfigura.
Gli effetti visivi vennero affidati a William Mesa della neonata Flash Film Works. Oltre cento inquadrature vennero rielaborate con effetti visivi di vario genere, tra cui il matte painting, il front projection, il chroma key e il digital compositing.
In particolare, per la sequenza dell'autostrada, furono necessari oltre due mesi di lavoro di post-produzione: dopo i cinque giorni di riprese in location con due unità, il cast e la troupe completarono le riprese in studio utilizzando il processo Vistavision Front Projection. A differenza del processo classico con il Blue Screen, il front projection permise a Mesa e a Craven di vedere il risultato della composizione ottica direttamente sul set.
L'attrice Heather Langenkamp ripeté alcune scene d'azione decine di volte, tanto che il giorno dopo non riuscì nemmeno ad alzarsi dal letto. Per la caduta nell'acqua di Heather nella sequenza finale, furono più di cinquanta gli elementi da comporre, tra cui le riprese in blue screen della controfigura dell'attrice, vari elementi digitali ricreanti l'acqua della cascata, gli elementi digitali del fumo e del fuoco in animazione tridimensionale e uno pterodattilo ricreato digitalmente. Al matte painting utilizzato come sfondo venne infine creata una panoramica digitale.

## Colonna sonora
Per la colonna sonora, Craven si rivolse a un altro collaboratore di Nightmare Cafe, il compositore inglese J. Peter Robinson. Pienamente soddisfatto della musica creata per il film, il regista la definì «una delle più belle e commoventi colonne sonore» della sua carriera.
La colonna sonora del film fu l'unica dell'intera serie ad essere totalmente strumentale, titoli di coda compresi. Per alcuni brani, venne utilizzato e rielaborato il tema originale di Charles Bernstein.
La colonna sonora fu registrata presso lo studio Rebrush Music di Los Angeles e l'L.A. East Studio di Salt Lake City, quest'ultimo sorto su una chiesa sconsacrata. Parte della musica fu originata utilizzando il Synclavier dello stesso Robinson mentre per il resto fu utilizzata un'orchestra di 63 elementi. Nonostante il budget ridotto, il poco tempo a disposizione e un incidente tecnico che portò al crash di un hard disk (risolto all'ultimo minuto grazie a una cannibalizzazione con il disco rigido di un altro Synclavier) Robinson riuscì a consegnare in tempo di record settanta minuti di musica originale.
Il brano Chase's Blues (che nel film si sente brevemente nell'auto di Chase) venne composto da Robinson assieme a Tom Canning e Michael Rockwell.

### Album
L'album della colonna sonora fu distribuito dalla Milan Records l'11 ottobre 1994. Le colonne sonore dei sei film precedenti erano invece state incise dalla Varese Sarabande.

Curiosamente, i 33 brani del disco vennero suddivisi in sette capitoli, ciascuno composto da due o più brani singoli uniti senza soluzione di continuità. Alcuni brani presenti nel film non vennero inclusi nell'album, tra cui End Credits e Odyssey (quest'ultimo udibile nel film nella sequenza in cui Heather lascia l'ospedale e si reca a casa di Craven).
I pezzi non inclusi, vennero successivamente incisi dalla Varese Sarabande nel 2015 in un cofanetto speciale a edizione limitata dedicato alle colonne sonore degli otto film della saga.

#### Tracce
I 33 brani sono suddivisi nei sette capitoli indicati dal booklet dell'album.
1. Playground - 1:03
2. A New Nightmare Begins - 0:52
3. And Now... Heeeere's Freddy!! - 1:15

1. Heather And Chase Theme - 1:10
2. Scratches - 0:38

1. Phone Calls - 0:16
2. The Glove Goes Berserk - 1:02
3. Heather's Departure - 1:46

1. Dylan Tells Heather About Rex - 1:34
2. Heather's Concern - 1:55
3. Bedtime Story (Dylan's Theme) - 2:20

1. Chase's Blues - 1:49
2. The Claw And Chase's Death - 0:38
3. The Police Tell Heather About Chase - 1:53
4. The Funeral - 2:58
5. The Park - 3:38
6. Nosebleed - 2:09
7. Robert's Painting - 1:19
8. The Claw In Heather's Bed - 1:36
9. Attack - 2:02

1. Heather Reassures Dylan - 1:16
2. Wes Craven's Nightmare - 2:26
3. Never Sleep Again! - 1:00
4. Miss Me??!! - 0:49
5. Oxgentyton - 1:45
6. Everything's Not All Right! - 1:24
7. The Freeway - 3:24

1. Transformation - 3:12
2. Bread Crumbs - 3:28
3. Freddy's Netherworld - 1:18
4. Script / Freddy's Attacks - 2:00
5. Tongue / Escape - 1:38
6. Safe At Last??? - 2:03

## Promozione
Il primo teaser trailer venne presentato ai compratori internazionali durante la ShoWest Convention di Las Vegas nel marzo del 1994: nel trailer il personaggio di Freddy Krueger venne mostrato solamente nell'inquadratura finale, facendo intuire il tipo di promozione adottata dalla New Line Cinema per questo nuovo capitolo.
Con una frase di lancio che recitava «questa volta il terrore non si ferma allo schermo», la promozione del film si intensificò dopo l'anteprima al Toronto International Film Festival nel settembre del 1994 e con l'avvicinarsi del decimo anniversario dell'uscita di Nightmare - Dal profondo della notte.
Il trailer ufficiale distribuito dalla New Line Cinema giocava con l'aspetto metacinematografico del film, con interviste agli attori, ai realizzatori, immagini del dietro le quinte e con addirittura effetti di pellicola inceppata, rovinata e bruciata.
Il poster originale del film raffigurava meramente lo sguardo demoniaco di Freddy su sfondo nero, in contrasto con i disegni caratteristici dei cartelloni degli episodi precedenti.

## Distribuzione
Il film venne presentato in anteprima in Germania al Fantasy Filmfest (giugno 1994) e poi al prestigioso Toronto International Film Festival (9 settembre 1994). La data di uscita fu fissata per il 14 ottobre 1994, due settimane prima di Halloween e un mese prima del decimo anniversario dell'uscita di Nightmare - Dal profondo della notte.
La MPAA classificò il film come R - Restricted (vietato ai minori di 17 anni non accompagnati da un adulto) e 1850 sale statunitensi prenotarono il film per il lancio commerciale.
Il film fu distribuito nelle sale del resto del mondo nei mesi successivi:
- 2 dicembre 1994 in Svezia (Terror på Elm Street 7 - Wes Craven's New Nightmare)
- 6 gennaio 1995 in Inghilterra
- 19 gennaio 1995 in Germania (Freddy's New Nightmare)
- 26 gennaio 1995 nei Paesi Bassi
- 27 gennaio 1995 in Spagna (La nueva pesadilla de Wes Craven)
- 27 febbraio 1995 in Brasile (O novo pesadelo: O retorno de Freddy Krueger)
- 3 marzo 1995 in Italia (Nightmare - Nuovo Incubo)
- 6 aprile 1995 in Australia
- 3 maggio 1995 in Francia (Freddy short de la niut)
- 5 maggio 1995 in Turchia
- 13 maggio 1995 nella Corea del Sud
- 16 giugno 1995 in Austria e Polonia (Nowy koszmar Wesa Cravena)
- 21 settembre 1995 in Ungheria (Az új rémálom - Freddy feltámad)
- 1º febbraio 1996 in Argentina (La nueva pesadilla)
- 16 febbraio 1996 in Portogallo (O novo pesadelo de Freddy Krueger)

## Accoglienza

### Incassi
Distribuito in 1850 copie, il film incassò 6.600.000$ nel weekend di apertura, posizionandosi al 3°posto nella classifica settimanale, dietro a Pulp Fiction e Lo specialista. Il budget di 11.000.000$ venne recuperato dopo la prima settimana di programmazione e il film rimase nella top-ten per tre weekend consecutivi. Uscì dalle sale a fine dicembre, con un incasso complessivo di 18.090.181$.
Il film si rivelò l'episodio della serie di minor successo, preceduto dal quinto capitolo, Nightmare 5 - Il mito, che arrivò a 22.000.000$.
Di maggior successo fu la distribuzione in videocassetta e nella varie edizioni per l'home entertainment.
In Italia, secondo i dati Cinetel, il film incassò 2.206.444.000 di lire con 217.484 spettatori, posizionandosi al 58º posto nella classifica annuale. Fu il quarto film horror di maggior successo dell'anno, preceduto da Intervista col vampiro (12º in classifica), Wolf - La belva è fuori (18°) e Frankenstein di Mary Shelley (22°).

### Critica
Le reazioni della critica all'anteprima a Toronto furono molto positive. Peter Travers di Rolling Stone lo definì l'horror «più intelligente, arguto e contorto degli ultimi anni» mentre Janet Manslin del New York Times scrisse che il film era «un esercizio catartico ed ingegnoso sull'illusione e la paura».
Roger Ebert del Chicago Sun-Times dichiarò di non essere mai stato un grande fan della saga ma ammise di «trovare questo film, con i suoi inquietanti interrogativi sugli effetti dell'horror sui suoi stessi creatori, stranamente intrigante». Ammirò inoltre alcune «sequenze davvero straordinarie, come quella in cui il bambino attraversa otto corsie di autostrada o quando i protagonisti si ritrovano nel covo sotterraneo di Freddy».
Variety salutò il film come «un'opera diabolicamente intelligente e ingegnosamente concepita», apprezzando le interpretazioni di Heather Langenkamp («una delle scream queen più talentuose al momento»), Miko Hughes («abile nel manovrare i bizzarri sbalzi di personalità di Dylan») e il «solido» impianto tecnico e artistico.
Per il Washington Post, che definì il film «il migliore della serie, arguto, intelligente, divertente e spassoso», la buona notizia non era tanto il ritorno di Freddy quanto quello di Craven..
Altre recensioni, che prontamente la New Line fece apparire sui flani pubblicitari, si riferivano al film come «un tour de force concettuale», «il primo film horror post-moderno», «inventivo, ambizioso e terrificante» e «il miglior film di Craven fino ad ora».
Owen Gleiberman di Entertainment Weekly fu uno dei pochi a non apprezzare il film: «Dopo un buon inizio sanguinolento, il film soccombe in una sorta di sterile inerzia»
Anche in Italia la critica fu favorevole: «uno dei capolavori del cinema orrorifico anni ' 90, colto e raffinato» (Roberto Nepoti, Repubblica), «film di notevole qualità visiva e originalità espressiva» (Maurizio Porro, Corriere della Sera), «il film, meno spassoso ma più pensieroso, si carica di ansia d'angoscia, di lati oscuri, di profezie pessimiste sul cinema come atto creativo sull'horror come genere» (Fabio Bo, Il Messaggero), «uno spettacolare gioco d'artificio, un horror adulto che ci riporta un Freddy intelligentemente diverso nella continuità» (Massimo Lastrucci, Ciak)
, «una narrazione di perfetta calibratura, dagli accurati effetti speciali e percorsa da un prezioso rivolo di humour» (Film TV), «Craven ripulisce Freddy dalla banalità dei seguiti firmati da altri […] chi non ama il genere ammira le prodezze tecnologiche» (TV Sorrisi e Canzoni).

## Riconoscimenti
Il film venne ufficialmente selezionato in diversi festival specializzati: dopo le due anteprime al Fantasy Filmfest (Germania) e al Toronto International Film Festival, il film partecipò al Noir in Festival di Courmayeur nel dicembre del 1994, al Fantasporto nel febbraio del 1995 e all'Amsterdam Fantastic Film Festival nell'aprile del 1996.
Nel 1995 venne nominato nella categoria Miglior Film ai prestigiosi Independent Spirit Awards (unico horror in competizione).
Questo l'elenco delle candidature e dei premi vinti dal film.
- 1995 Saturn Award
  - Premio speciale per 'Outstanding Achievement'
  - Nomination miglior film horror dell'anno
  - Nomination miglior interpretazione infantile (Miko Hughes)
  - Nomination miglior colonna sonora (J. Peter Robinson)
- 1995 Fantasporto
  - Premio per la miglior sceneggiatura (Wes Craven)
  - Nomination per il miglior film (Wes Craven)
- 1995 Independent Spirit Awards
  - Nomination miglior film (Marianne Maddalena)

## Edizione italiana
L'edizione italiana fu curata da Michele Gammino per la CDC Sefit Group.
Una battuta di Heather Langenkamp nella sequenza del talk show venne tradotta erroneamente: l'originale «With the exception of One and Three, I've pretty much kept out of it» («con l'esclusione del primo e del terzo, non ne ho fatti altri», riferendosi alla sua partecipazione al primo e al terzo film della saga), divenne un «salvo i primi tre, non ne ho fatti altri», facendo intendere una presunta apparizione dell'attrice nel secondo film della serie.
Nei dialoghi originali, uno scambio di battute tra Heather Langenkamp e l'infermiera interpretata da Jessica Craven rappresentava una chiara citazione del primo film: «Do you have a pass?!» (infermiera), «Screw your pass!» (risposta di Heather), che faceva il verso al dialogo tra Nancy e la sua capoclasse odiosa. Nell'adattamento italiano questo gioco si perde in quanto la traduzione del dialogo è diversa dal doppiaggio del primo film: mentre in Nightmare - Dal profondo della notte il dialogo recitava un «Mostrami il pass!», «Ficcatelo il pass!», in questo film venne tradotto con: «Ha un permesso?», «Al diavolo il permesso!».
Una delle prime battute di Freddy Krueger nel film («Nancy...»), per quanto fosse doppiata nel vari promo pubblicitari dal doppiatore Sergio Di Stefano, nell'edizione italiana del film venne lasciata con l'audio originale.
Nell'edizione televisiva italiana Mediaset, l’intera scena della morte di Julie con annessa battuta di Freddy «Ehi Dylan, hai mai scuoiato un gatto?» venne tagliata dalla censura e per questo motivo, nelle trasmissioni successive dove venne reinserita, è lasciata con l'audio originale.
La stessa sequenza è invece giustamente e fedelmente doppiata nella prima versione home video del film.

### Distribuzione italiana
In Italia, il film fu distribuito dalla Mediaset Distribuzione, prima del cambio di denominazione in Medusa Film. Programmato per uscire nel gennaio 1995 dopo Il corvo - The Crow e Stargate, il film slittò di due mesi e venne distribuito nelle sale il 3 marzo 1995. Originariamente intitolato Nightmare: il nuovo incubo, il film venne poi distribuito senza articolo nel sottotitolo.
Il film venne presentato in anteprima come evento speciale durante il Noir in Festival di Courmayeur assieme a Il seme della follia di John Carpenter.
Per accompagnare l'uscita nelle sale, la Mediaset Distribuzione realizzò uno speciale televisivo di cinque minuti scritto dalla giornalista Luisa Flauto e distribuito esclusivamente sulle reti Mediaset. I trailer televisivi, realizzati ad hoc per l'Italia, recitavano la frase: «Freddy Krueger ritorna e non vuole solo una rivincita… Vuole la vita!». La frase di lancio utilizzata nel flani pubblicitari, fu invece: «Svegliati! Freddy è tornato».
L'attore Robert Englund arrivò a Roma a fine febbraio per promuovere il lancio, partecipando, tra l'altro, a una puntata di Ciak intervistato da Anna Praderio.
Il film ricevette il nulla osta di censura il 17 gennaio 1995 e venne classificato come T (Film per tutti).